# Ізабелла Стюарт Ґарднер
Ізабе́лла Стю́арт Ґа́рднер (Isabella Stewart Gardner; 14 квітня 1840 — 17 липня 1924) — американська колекціонерка творів мистецтва, філантропка та меценатка. Засновниця Музею Ізабелли Стюарт Ґарднер у Бостоні.
Ґарднер була відома своєю інтелектуальною допитливістю та любов'ю до подорожей. Вона була подругою відомих художників і письменників свого часу, зокрема Джона Сінґера Сарджента, Джеймса Макніла Вістлера, Денніса Міллера Банкера, Андерса Цорна, Генрі Джеймса, Доджа Макнайта, Окакури Какудзо та Френсіс Меріон Кровфорд.
Ґарднер створила багато приводів для пліток і спекулятивних публікацій через свої стильні вибрики та ексцентричну поведінку. Бостонські світські сторінки називали її різними іменами, зокрема «Бель», «Донна Ізабелла», «Ізабелла Бостонська» та «Місіс Джек». Її несподівана поява на концерті  Бостонського симфонічного оркестру у 1912 році (який на той час вважався надзвичайно офіційною подією) у білій пов'язці на голові з написом «Oh, you, Red Sox», як повідомлялося, «викликало мало не паніку», і досі залишається в Бостоні однією з найбільш обговорюваних її ексцентричностей.

## Життєпис

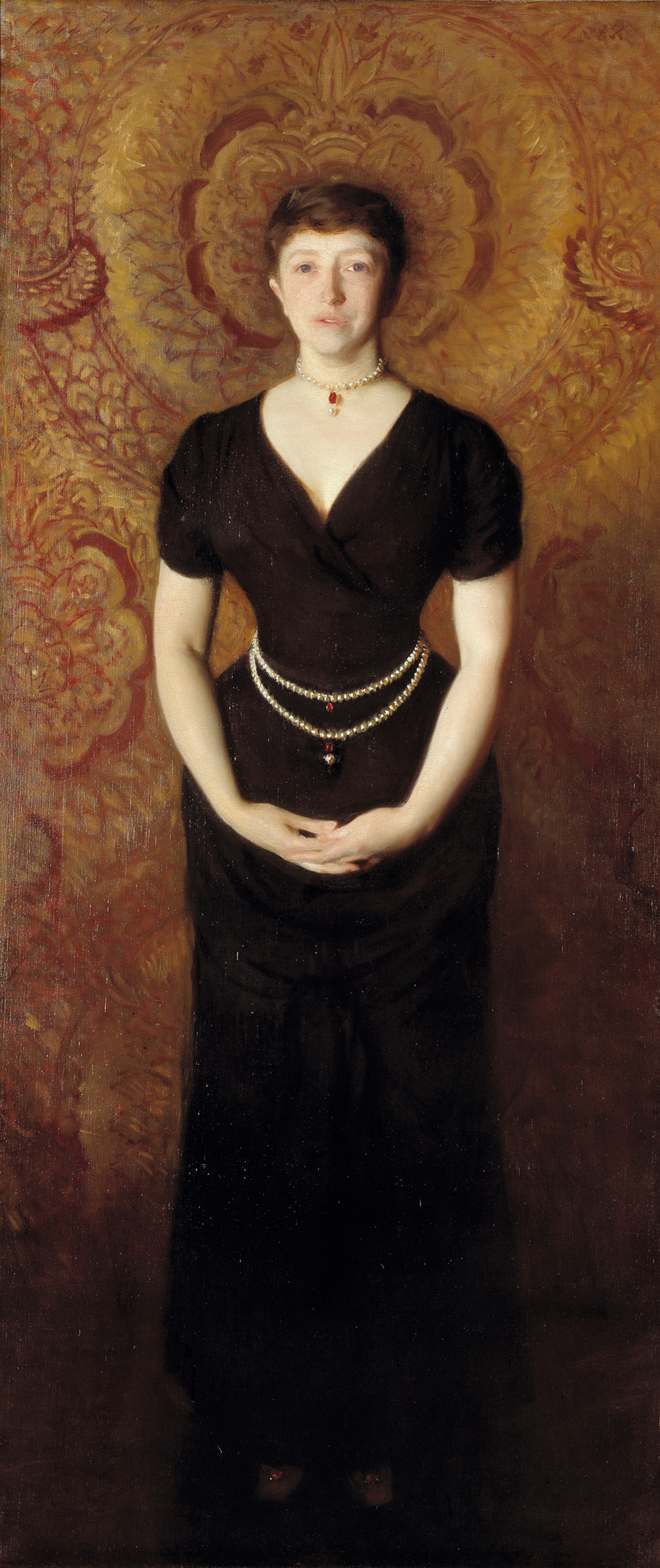
Ізабелла Стюарт Ґарднер, картина Джона Сінґера Сарджента 1888 року

Ізабелла Стюарт народилася в Нью-Йорку 14 квітня 1840 року в родині заможного торговця льоном Девіда Стюарта та Аделії Стюарт (уродженої Сміт). Вона виростала на Мангеттені. З п'яти до п'ятнадцяти років вона навчалася в академії для дівчат, де вивчала мистецтво, музику та танці, а також французьку та італійську мови. Відвідування англіканської Церкви Милосердя познайомило її з релігійним мистецтвом, музикою та ритуалами. У віці 16 років вона з родиною переїхала до Парижа, Франція, де її зарахували до школи для американських дівчат. Серед її однокласників були члени заможної родини Ґарднер з Бостона. У 1857 році вона побувала в Мілані в Італії, де побачила колекцію мистецтва епохи Відродження Джан Джакомо Польді Пеццолі, розташовану в кімнатах, оформлених у стилях відповідних історичних епох. Вона сказала тоді, що якби їй трапилось успадкувати якесь багатство, вона б мала подібний будинок, щоб люди могли відвідувати її з задоволенням. Вона повернулася до Нью-Йорка в 1858 році. 
Невдовзі після повернення її колишня однокласниця Джулія Ґарднер запросила її до Бостона, де вона познайомилася з братом Джулії Джоном Ловеллом «Джеком» Ґарднером. Він був старшим на три роки, сином Джона Л. Ґарднера та Кетрін Е. (Пібоді) Ґарднер, і таким чином одним з найбільш омріяних парубків Бостона. Вони одружилися в Церкві Милосердя 10 квітня 1860 року, а потім жили в будинку, який їм подарував батько Ізабелли, за адресою Бікон-стріт, 152 у Бостоні. Вони прожили там до кінця життя Джека.
18 червня 1863 року у Джека та Ізабелли народився син, однак у неповних два роки він помер від пневмонії. Через рік у Ізабелли стався викидень, і їй сказали, що вона більше не може мати дітей. Її близька подруга та невістка померли приблизно в той самий час. Ґарднер впала в сильну депресію та віддалилася від суспільства. За порадою лікарів, вони з Джеком помандрували до Європи в 1867 році. Ізабелла була настільки хвора, що її довелося занести на корабель на ношах. Пара була майже рік у подорожах, відвідавши Скандинавію та інші краї, але більшу частину часу провівши в Парижі. Подорож позитивно вплинула на здоров'я Ізабелли та стала поворотним моментом у її житті. Саме в цій подорожі вона почала вести альбоми зі своїх мандрівок, і надалі вела їх постійно. Після повернення вона почала утверджувати свою репутацію модної, енергійної світської левиці.
У 1875 році помер брат Джека Джозеф П. Ґарднер, залишивши трьох маленьких синів. Джек та Ізабелла «усиновили» та виховували хлопчиків. Огастасу Ґарднеру на той час було 10 років. Біограф Ізабелли, Морріс Картер, писав, що «виконуючи свій обов'язок перед цими хлопчиками, вона була вірною та сумлінною».

## Подорожі та колекції

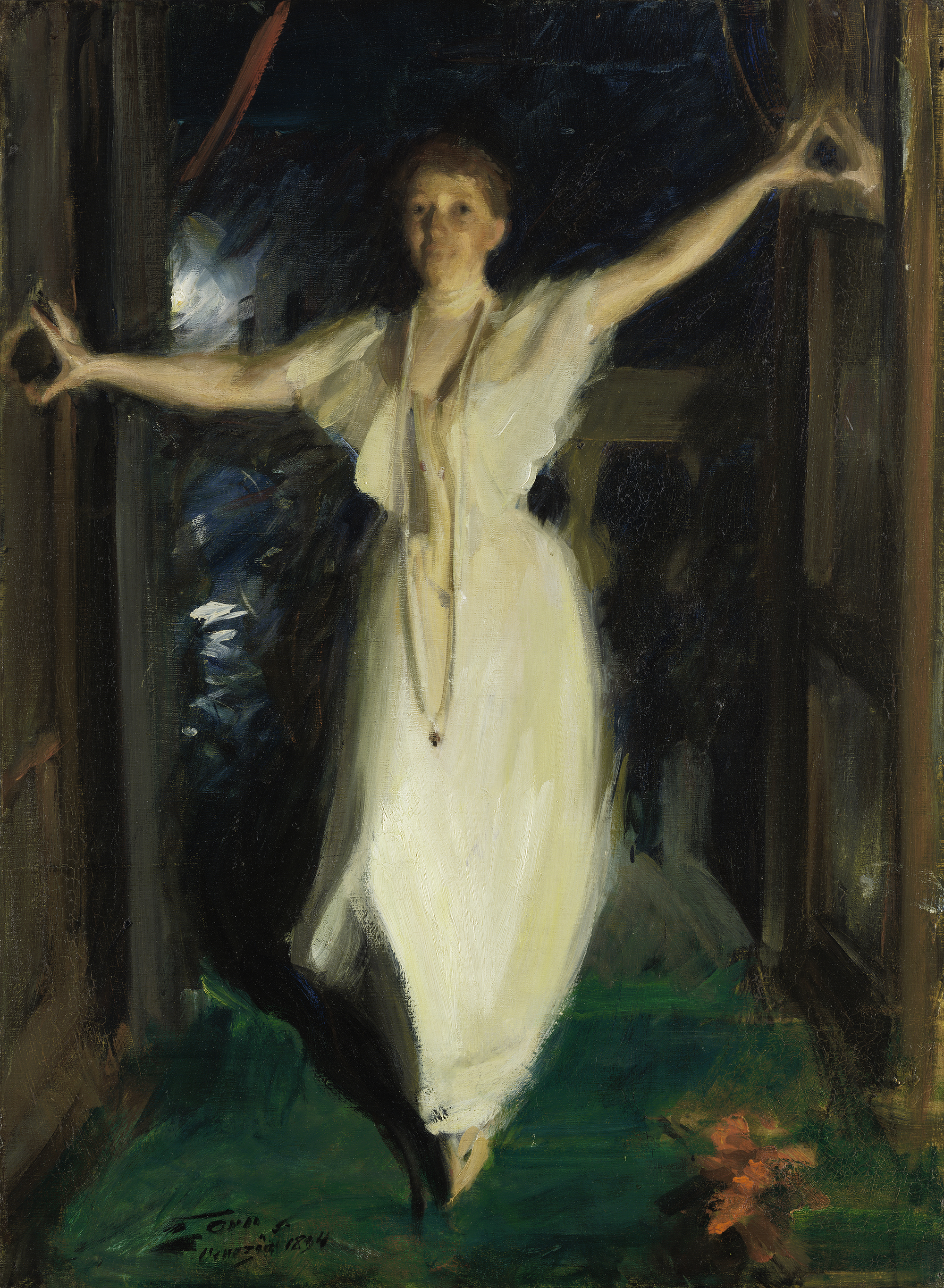
Ізабелла Стюарт Ґарднер у Венеції (1894), робота Андерса Цорна (Музей Ґарднер)

У 1874 році Ізабелла та Джек Ґарднери відвідали Близький Схід, Центральну Європу та знову Париж. Починаючи з кінця 1880-х років, вони часто подорожували Америкою, Європою та Азією, щоб збагатитися знайомством чужих культур та розширити знання мистецтв усього світу. Протягом багатьох років Джек та Ізабелла здійснили понад десяток поїздок за кордон, будучи поза межами США протягом загалом десяти років.
Найдавніші роботи до колекції Ґарднерів надійшли під час їхніх поїздок до Європи. Починаючи з 1891 року, Ізабелла почала цільово зосереджуватися на європейському образотворчому мистецтві, успадкувавши від батька 1,75 мільйона доларів. Одним з її перших придбань був «Концерт» Вермеера (близько 1664 року), придбаний на паризькому аукціоні в 1892 році. Вона також колекціонувала твори з інших країн — Єгипту, Туреччини та з Далекого Сходу. Ґарднери серйозно віддались колекціонерству наприкінці 1890-х років; їхня колекція швидко набула репутації світового класу. Вона містила переважно картини та скульптури, а також гобелени, фотографії, срібло, кераміку та рукописи, і також архітектурні елементи, такі як двері, вітражі та камінні полиці.
На початку 20-го століття Ізабелла подорожувала разом зі своїм другом, бостонським архітектором Едмундом Марчем Вілрайтом, щоб зібрати кошти для будівлі Гарвардського «смішного будинку», також відомої як «Смішний замок» у складі Гарвардського університету. За роки колекціонування Ізабелла передала замку багато творів мистецтва. Цінність цієї колекції невідома через її секретний для публіки статус.
Майже сімдесят творів мистецтва в її колекції було придбано за допомогою знавця Бернарда Беренсона. Серед колекціонерів, з якими вона конкурувала, був Едвард Перрі Воррен, який передав низку робіт Музею образотворчих мистецтв у Бостоні. Колекція Ґарднерів включає роботи деяких найвизначніших європейських художників, таких як «Мадонна з немовлям та ангелом» Боттічеллі, «Викрадення Європи» Тіціана, «Успіння та Вознесіння Діви Марії» Фра Анджеліко та «Король Іспанії Філіп IV» Дієґо Веласкеса. Вона самостійно придбала частину своєї колекції, але часто просила колег-чоловіків, ділових партнерів, купувати від її імені, оскільки для жінок того часу було незвично колекціонувати твори мистецтва.
Улюбленим місцем для Стюарта Ґарднера за кордоном була Венеція, Італія. Ґарднери регулярно зупинялися в Палаццо Барбаро, головному мистецькому центрі американських та англійських мандрівників у Венеції, та поціновували мистецькі скарби Венеції разом з художником-аматором та колишнім бостонцем Ральфом Кертісом. Перебуваючи у Венеції, Ґарднер купував твори мистецтва та антикваріат, відвідував оперу та обідав з художниками і письменниками-емігрантами.

## Створення музею

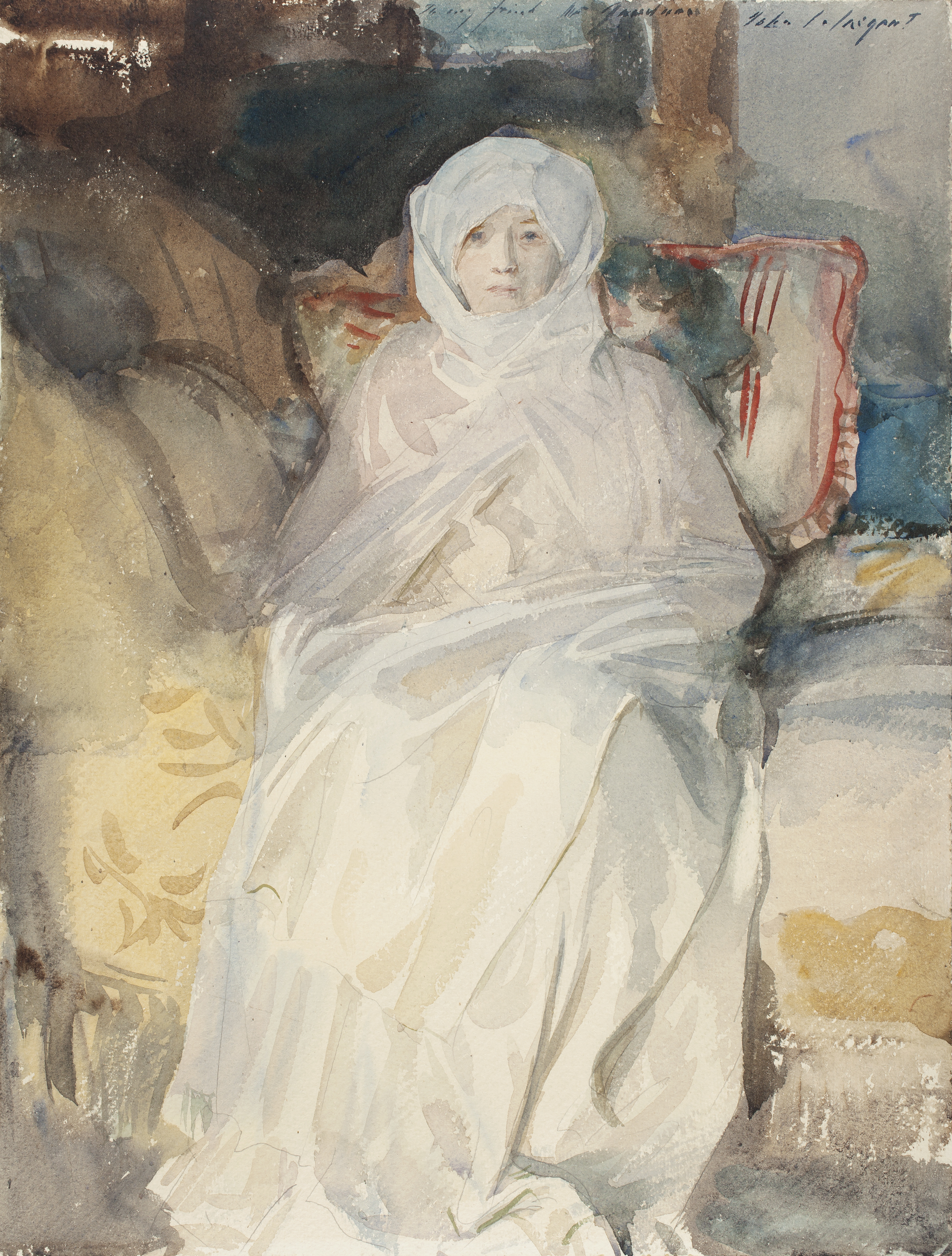
«Пані Ґарднер у білому» (1922), Сарджент

До 1896 року Ізабелла та Джек Ґарднери усвідомили, що їхній будинок на Бікон-стріт у бостонському районі Бек-Бей, хоча й був уже раз розширений, перестав вміщати їхню зростаючу колекцію творів мистецтва, включно з творами Боттічеллі, Вермеера та Рембрандта. Після раптової смерті Джека в 1898 році Ізабелла здійснила їхню спільну мрію – вирішила побудувати музей для їхніх скарбів. Вона придбала землю для музею в болотистому районі Фенвей у Бостоні та найняла архітектора Вілларда Т. Сірса для будівництва музею за зразком палаців Венеції епохи Відродження. Ізабелла Ґарднер була глибоко залучена до кожного аспекту проєкту, що спонукало Сірса пожартувати, що він був лише інженером-конструктором, який зробив проєкт Ґарднер можливим. Будівля оточує з усіх боків покритий склом двір із садом, перший у своєму роді в Америці. Ґарднер задумала другий і третій поверхи як галереї. Спочатку велика музична кімната займала перший і другий поверхи з одного боку будівлі, але пізніше Ґарднер розділила кімнату, щоб додати місця для великої картини Джона Сінґера Сарджента під назвою «El Jaleo» на першому поверсі та гобеленів на другому поверсі.
Після того, як будівля була готова, Ґарднер провела рік, ретельно розставляючи свою колекцію відповідно до своєї особистої естетики. Еклектичні галерейні інсталяції, картини, скульптури, текстиль та меблі різних періодів і культур поєднуються, створюючи багату, складну та унікальну розповідь. У кімнаті Тіціана шедевр Тіціана «Викрадення Європи» (1561–1562) висить над шматком блідо-зеленого шовку, вирізаного з однієї з сорочок Стюарта Ґарднера, розроблених Чарльзом Фредеріком Вортом. У всій колекції приховано безліч подібних історій, особистих натяків та символів.
Музей відкрився приватно 1 січня 1903 року урочистим святкуванням, на якому виступили учасники Бостонського симфонічного оркестру, а меню включало шампанське та пончики. Через кілька місяців він був відкритий для відвідувачів з усіма його різноманітними картинами, малюнками, меблями та іншими предметами, що датуються від стародавнього Єгипту до Матісса. Музей досі обставлений різноманітними текстильними виробами, меблями та картинами від підлоги до стелі.

## Хвороба та смерть

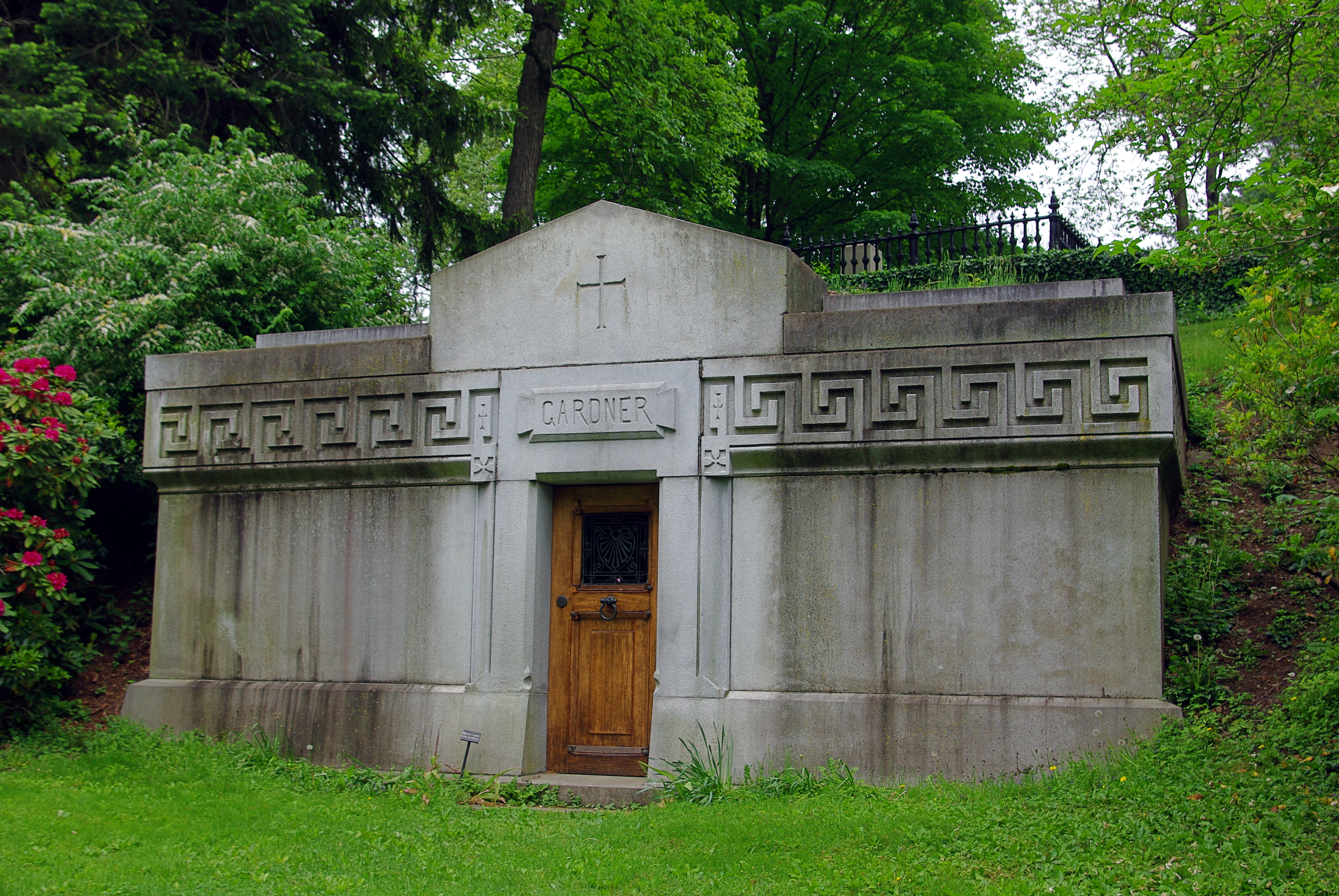
Родинна гробниця Ґарднерів, цвинтар Маунт-Оберн

У 1919 році Ізабелла Ґарднер перенесла перший з ряду інсультів і померла через п'ять років 17 липня 1924 року у віці 84 років у своєму помешканні на четвертому поверсі музею. Вона похована в сімейній гробниці Ґарднерів на кладовищі Маунт-Оберн, розташованому у Вотертауні в Кембриджі, між чоловіком та сином.

## Спадщина
Після смерті Ґарднер четвертий поверх служив резиденцією директора музею понад шістдесят років. За життя Ґарднер сама використовувала четвертий поверх як свою резиденцію. Коли директором стала Енн Говлі, вона вирішила там не жити. Через шість місяців після того, як Енн обійняла посаду, музей зазнав пограбування. Нещодавно поверх переобладнано для використання під музейні офіси.
Згідно з заповітом було створено фонд вартістю $1 мільйон доларів, в якому передбачено кошти на утримання музею, включно з постійними колекціями, які не можна суттєво змінювати. Згідно з філантропічними інтенціями Ізабелли Ґарднер, значна сума передбачена на підтримку Массачусетського товариства запобігання жорстокості щодо дітей, Промислової школи для дітей з фізичними порушеннями і деформаціями, Ліґи порятунку тварин Бостона і Массачусетського товариства запобігання жорстокості щодо тварин. Також певні пожертви і ритуали передбачені для церковних організацій.
Ізабелла Стюарт Ґарднер була близькою покровителькою багатьох художників, письменників та музикантів. Досвідчена мандрівниця та прониклива колекціонерка, вона була провідною фігурою в американському соціальному та культурному житті. У Бостоні її називали «Королевою Затоки». Місце її колишнього будинку, який було знесено в 1904 році,  є зупинкою на Бостонській стежці жіночої спадщини.
Її ім'я носять гора Ґарднер та хребет Ізабелла у штаті Вашинґтон.

## Додаткова інформація
- Dykstra, Natalie (2024). Chasing Beauty: The Life of Isabella Stewart Gardner. HarperCollins. ISBN 9781328514202.
- Mamoli Zorzi, Rosella (Fall 2010). Private and Public Subjects in the Correspondence between Henry James and Isabella Stewart Gardner. The Henry James Review. Johns Hopkins University Press. 31 (3). OCLC 703526343.
- Shand-Tucci, Douglass. The Art of Scandal: The Life and Times of Isabella Stewart Gardner, Harper Collins, 1998 ISBN 978-0060929770

## Зовнішні посилання
- Works by or about Isabella Stewart Gardner at the Internet Archive
- "Isabella Stewart Gardner – An Unconventional Life", Isabella Stewart Gardner Museum